# Iwańczyce
Iwańczyce (ukr. Іванчиці) – wieś na Ukrainie w rejonie rożyszczeńskim obwodu wołyńskiego.